# Коул, Кэрролл
Кэ́рролл Э́двард Ко́ул (англ. Carroll Edward Cole; 9 мая 1938, Су-Сити, Айова — 6 декабря 1985, Nevada State Prison) — американский серийный убийца, насильник, автоугонщик, вор и (предположительно) каннибал.

## Биография
Пока отец Кэрролла был на войне, мальчика воспитывала мать. Она, не стесняясь, занималась при нём сексом с другими мужчинами, а потом избивала и запугивала сына, чтобы он ни о чём не сказал отцу. Даже когда отец вернулся, мать продолжила наказывать его за самые незначительные провинности. Он рос с глубокой ненавистью к женщинам. В школе Кэрролла дразнили его «девчачьим» именем, поэтому он называл себя вторым именем — Эдди.
В возрасте 10 лет Коул утопил в озере своего одноклассника. Смерть мальчика была расценена как несчастный случай, пока Коул не признался в ней много лет спустя. После школы, несмотря на уровень интеллекта 152, Коул стал бродягой, работал на низкооплачиваемых работах, пьянствуя и отбывая частые тюремные сроки за кражи, бродяжничество, поджоги и угоны автомобилей. По крайней мере, один раз он пытался покончить с собой. Он даже обращался в психиатрические клиники, где признался, что в своих фантазиях убивает женщин. Ему поставили диагноз — психопат.
Его первой жертвой стала Эсси Бак, которую он подобрал в кафе в Сан-Диего, штат Калифорния, 7 мая 1971 года. Он задушил её и какое-то время возил тело в багажнике своего автомобиля, прежде чем избавился от него. Две недели спустя он убил неопознанную женщину и закопал её в лесу. В июле 1973 года Коул женился на буфетчице Диане Пэшел, которая, как и он, страдала от алкоголизма. Они спорили и часто ссорились. В то время Коул совершил ещё одно убийство женщины, и, предположительно, съел некоторые части её тела. В сентябре 1979 года Коул задушил Пэшел. Заподозривший неладное сосед вызвал полицию восемь дней спустя. Но хотя полицейские нашли тело Пэшел завёрнутым в одеяло в туалете, они решили, что она умерла из-за алкоголизма, и после допроса Коул был отпущен на свободу. В 1980 году Коул снова женился и жил в Лас-Вегасе. К концу года он убил ещё трёх женщин. Арестованный в ноябре 1980 года по подозрению в убийстве последней жертвы, Коул признался, что он убил по крайней мере 14 женщин за последние девять лет. Он добавил, что преступлений, возможно, было больше — он не мог помнить всё, поскольку обычно был нетрезв, когда убивал.
Приговорённый к смерти Коул отказался подавать апелляцию и был казнен в Неваде 6 декабря 1985 года смертельной инъекцией.